# 쿤란태자
보르지긴 쿤란(Боргигин кунлан)은 MBC 드라마 《신돈》에 등장한 가상인물이다.

## 작중 행적
《신돈》 3회에서 첫 등장. 강릉대군, 보탑실리와 함께 장자커우 인근에서 사냥을 떠난 후 원 순제, 원 위왕과 함께 게르에서 술을 마신다. 이후에도 계속 보탑실리와 이야기를 나누고, 사냥을 떠나며 결혼까지 하려고 하지만 위왕의 음모로 인하여 끌려간 후 등장하지 않는다. 이후 태자는 아유시리다라가 하게 된다. 

## 가상 인물인 이유
이 인물은 실제로 없다. 왜냐하면 다나슈리 카툰은 13세에 황후가 되었으며 성질이 포악하여 순제와의 사이는 좋지 않아 아이를 가지는 것 자체가 말이 안되었다. 또한 바얀 후투그 카툰한테 설산 황자와 진금 황자가 있었으나 요절하였다. 그리고 다른 황자 중에도 기황후 소생이 아닌 다른 후궁의 소생의 황자들이 더 있었으나 이 캐릭터같은 행적은 없다. 실독아 태자는 고려에 가서 고려 여인과 결혼했다는 기록이 있으나 역모 때문에 추방되진 않았다.

## 《기황후》에서
《기황후》에도 그와 같은 개념의 캐릭터가 등장하는데 바로 마하황자(김진성이 연기)이다. 그러나 그는 타나실리의 소생이 아닌 기승냥과 왕유의 숨겨진 소생이다.